# Yves Baré
Pour les articles homonymes, voir Baré.
Yves Baré, né le 28 octobre 1938 à Wihogne (Belgique) et mort le 31 mars 2010 à Wihogne,  est un footballeur et entraîneur belge. 
Il a joué 312 matches avec le FC Liègeois. Il a terminé sa carrière de 1970 à 1972 au K Beerschot VAV.
Il a été international belge à 21 reprises, de 1961 à 1967.
À partir de 1972, il devient entraîneur, puis agent de joueurs.
Il meurt d'un cancer.

## Palmarès
- International belge A de 1961 à 1967 (21 sélections)
- Vainqueur de la Coupe de Belgique en 1971 avec le K Beerschot VAV
- 313 matches et 3 buts marqués en Division 1[6].
- Vice-champion de Belgique en 1961 avec FC Liègeois

## Agent de joueurs
Les principaux joueurs belges ayant été sous contrat avec Yves Baré  sont Nicolas Lombaerts, Timmy Simons, Wesley Sonck, Guillaume Gillet, Jelle Van Damme, Gaëtan Englebert, Bernd Thijs et Eric Deflandre.